# Her Bitter Cup
Her Bitter Cup (alternativ titel A Heart's Crucible) är en amerikansk stumfilm från 1916 som regisserades av Cleo Madison. Filmen antas vara förlorad. 